# Bieselbacher Altar

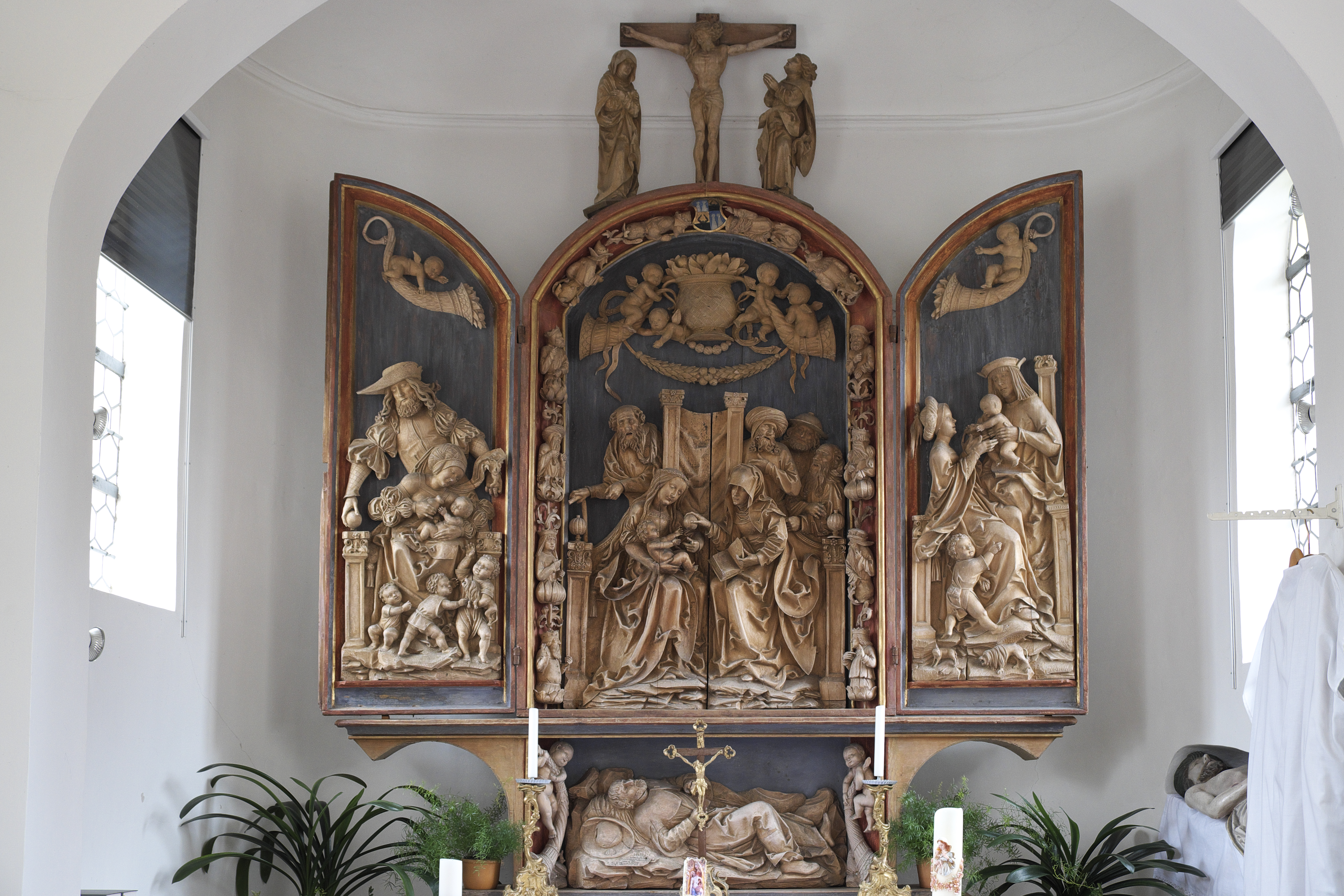
Bieselbacher Altar in der Kapelle Franz–Xaver in Bieselbach

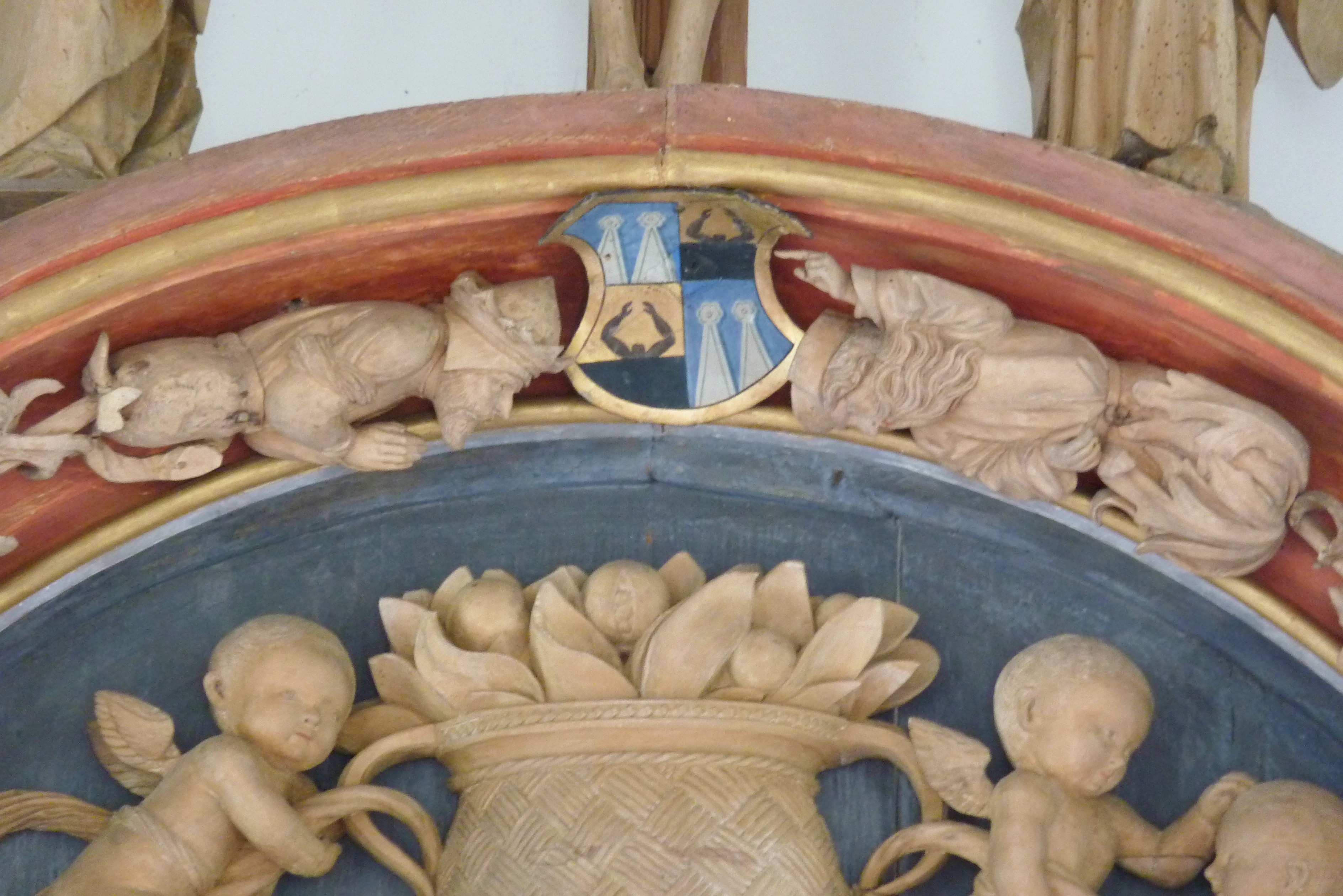
Wappen der Familie Rehlingen

Der Bieselbacher Altar ist ein spätgotischer Flügelaltar der Ulmer Schule mit der Darstellung der Heiligen Sippe. Er wurde vermutlich 1510 von dem Bildhauer Daniel Mauch (um 1477–1540) aus Lindenholz geschnitzt.
Der Altar befindet sich in der katholischen Kapelle Franz-Xaver in Bieselbach, einem Ortsteil von Horgau, im Landkreis Augsburg im bayerischen Regierungsbezirk Schwaben.

## Geschichte
Herkunft und Auftraggeber des Altars sind nicht eindeutig zu bestimmen. Vermutlich stammt der Altar aus dem 1813 abgebrochenen Schloss der Patrizierfamilie Rehlinger. Johann Rehlinger (1483–1552) und seine Gemahlin Anna Dietenheimer, deren Tochter Anna 1527 Anton Fugger heiratete, könnten den Altar in Auftrag gegeben haben. Darauf weist auch das Allianzwappen im Scheitel des Schreins hin. 1911/12 wurde eine geschnitzte Signatur am Sockel der Jessefigur entdeckt: „maich bildhaer zv vlm 150X“. Die Jahreszahl ist nicht genau zu entziffern, es wird 1510 als Entstehungsjahr angenommen.
1747 wurde in Bieselbach an der Stelle eines hölzernen Kruzifixes eine dem heiligen Franz Xaver (1506–1552) geweihte Kapelle errichtet, in die der Bieselbacher Altar im Jahr 1756 überführt wurde.

## Restaurierung und heutiger Zustand
1954/55 wurde die Übermalung entfernt und die ursprüngliche, holzsichtige Oberfläche der Skulpturen vor blaugrauem Hintergrund freigelegt, ebenso die originalen Farbtönungen von Lippen, Wangen und Augen. Die Außenseiten der Seitenflügel, die ursprünglich wohl unbemalt waren, sind seit 1835 mit der Darstellung der Verkündigung bemalt.
Der Altar besteht aus einem Mittelschrein, einem beweglichen Flügelpaar und einer Predella. Die Kreuzigungsgruppe des Altaraufsatzes wurde 1853 angebracht. Sie wird dem Umkreis von Daniel Mauch zugeschrieben.

## Ikonographie

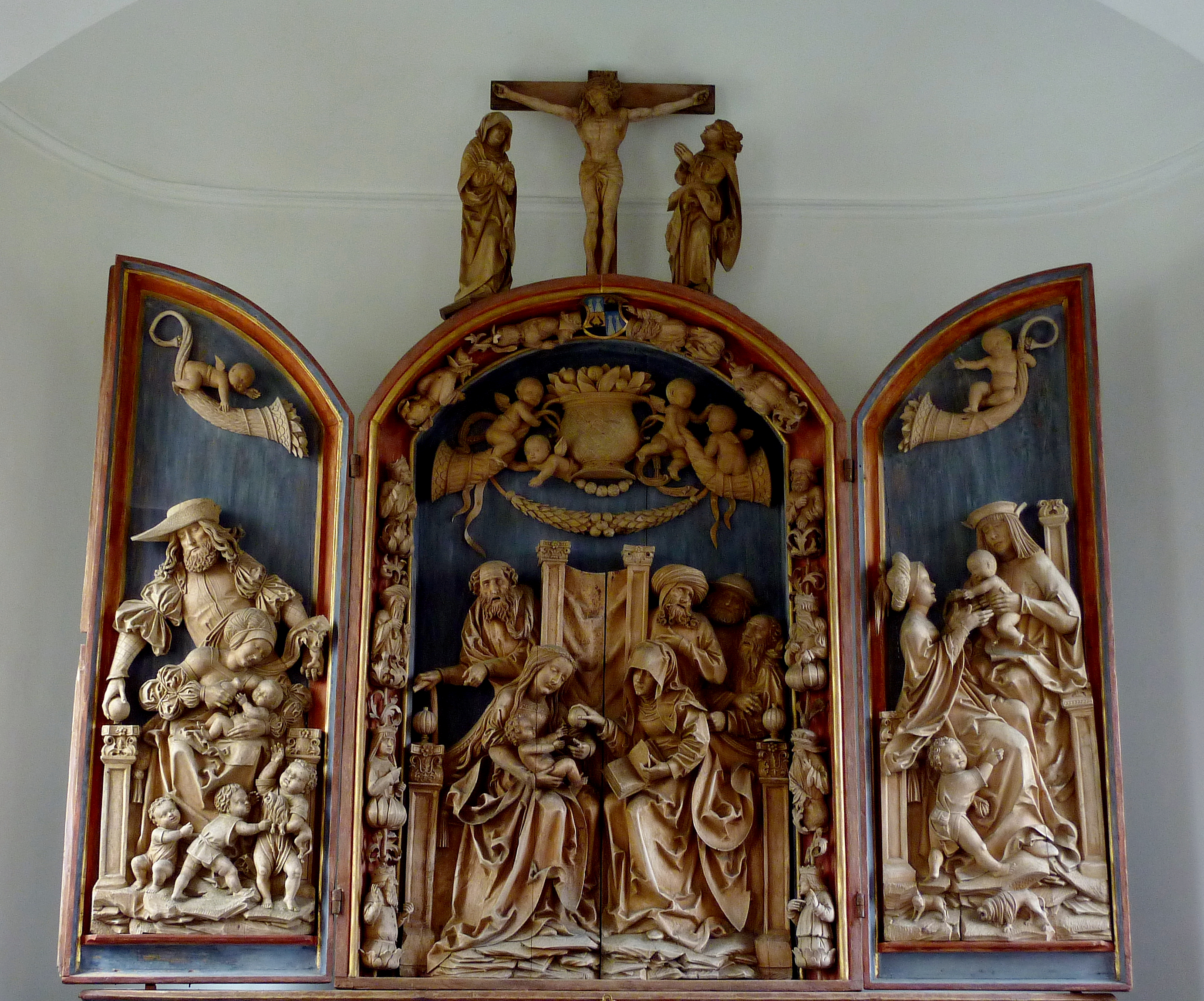
Triptychon mit Kreuzigungsgruppe

Darstellungen der Heiligen Sippe waren ab der zweiten Hälfte des 15. Jahrhunderts ein beliebtes Thema. Es wurde in der Werkstatt von Daniel Mauch häufig für Flügelaltäre aufgegriffen. Die Vorstellung von der Heiligen Sippe beruht auf der Legenda aurea, einer mittelalterlichen Sammlung von Heiligenlegenden und der sogenannten Trinubiumslehre. Danach war die heilige Anna dreimal verheiratet und hatte neben Maria, der Mutter Jesu, noch zwei weitere Töchter, die alle den Namen Maria trugen. Aus den Ehen dieser beiden Marien gingen nach der Legende die späteren Apostel Jakobus der Jüngere, Barnabas, Simon Zelotes und Judas Thaddäus sowie die Apostel Jakobus der Ältere und Johannes hervor.
Dargestellt werden Personen in reicher bürgerlicher Tracht mit Kopfbedeckungen und Frisuren aus der Zeit um 1500. Die Hündchen, mit denen die Kinder spielen, werden als Zeichen ehelicher Treue interpretiert. Die Löwen symbolisieren männliche Stärke. Die geöffnete Walnuss, die Johannes in der Hand hält, gilt als Symbol der Passion Christi. Die hölzerne Schale weist auf das Kreuz hin und der innere Kern auf die göttliche Natur Christi.
Der Dekor aus Füllhörnern, Putti, Fruchtkörben und Girlanden verweist bereits auf die Renaissance.

### Schrein

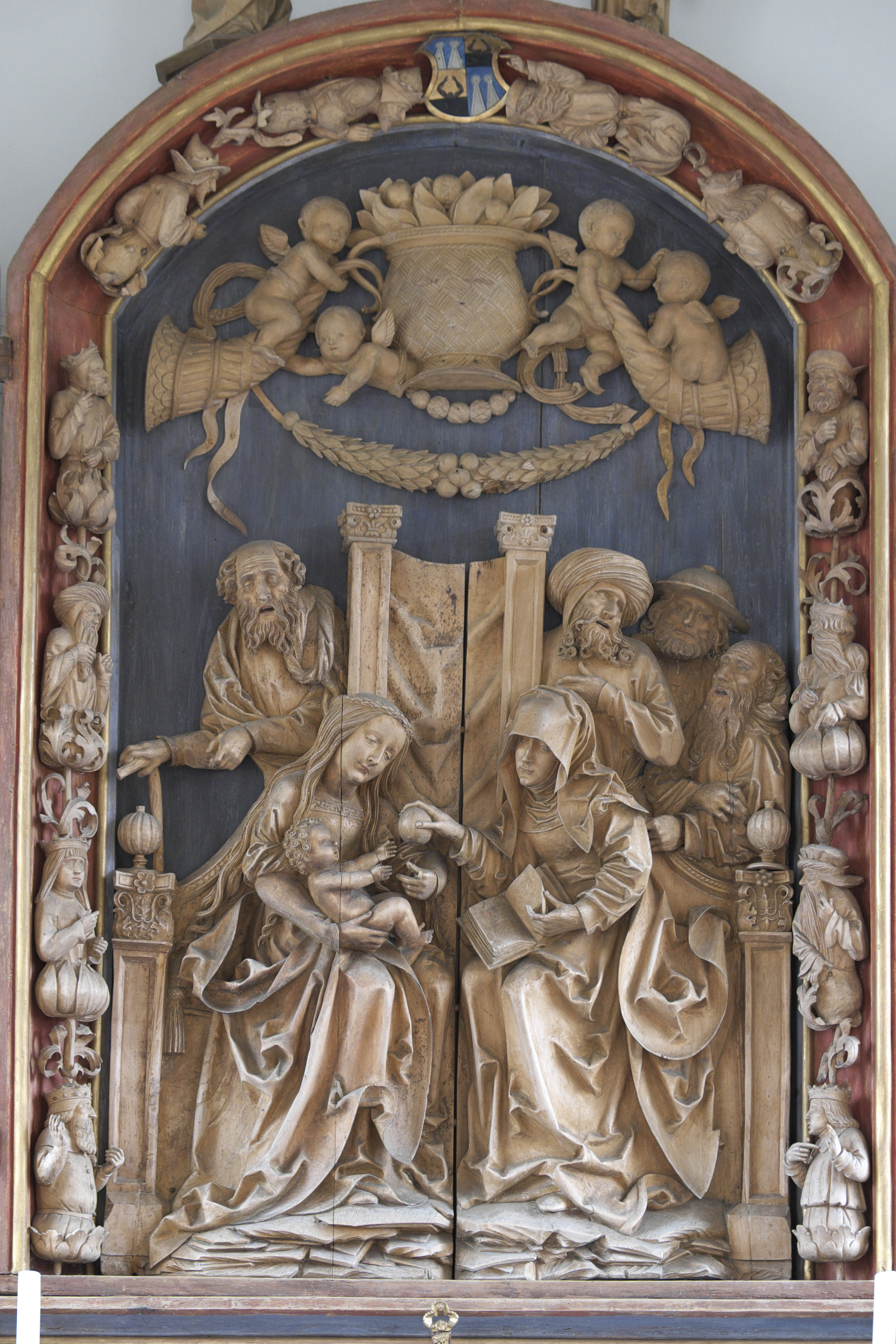
Mittelteil

Auf dem Mittelteil, dem Schrein, wird die Figurengruppe Anna selbdritt dargestellt. Die heilige Anna und Maria, hinter der der greise Joseph steht, sitzen auf einem Thron. Auf dem Schoß Marias sitzt das Jesuskind, das nach einer Kugel oder Frucht greift, die ihm die heilige Anna reicht. Hinter Anna stehen ihre drei Ehemänner, Joachim, Cleophas und Salomas. Umrahmt wird die Szene von Propheten und Königen des Alten Testamentes, die aus kunstvoll gestalteten Blüten hervorwachsen.

### Linker Flügel
Auf dem linken Flügel wird Maria Cleophas dargestellt, Annas Tochter aus der Ehe mit ihrem zweiten Gemahl Cleophas. Hinter Maria Cleophas steht ihr Ehemann Alphäus und im Vordergrund ihre vier Kinder, die späteren Apostel Jakobus der Jüngere, Barnabas, Simon Zelotes und Judas Thaddäus.

### Rechter Flügel
Auf dem rechten Flügel werden Maria Salomas dargestellt, Annas Tochter aus ihrer dritten Ehe mit Salomas, deren Ehemann Zebedäus und ihre beiden Kinder. Zebedäus hält den späteren Apostel Johannes in den Armen, zu Füßen von Maria Salomas steht der spätere Apostel Jakobus der Ältere.

### Predella
Die Figur der Predella stellte ursprünglich die Wurzel Jesse dar. Aus der Brust von Jesse wuchs ein Spross mit den Vorfahren Jesu, der sich bis zum Wappen in der Hohlkehle des Schreines fortsetzte. Als man den Altar in die neu errichtete Franz-Xaver-Kapelle überführte, wurde die Figur zu Franz Xaver, dem Jesuitenmissionar und Patron der Kapelle, umgearbeitet und mit neuen Attributen versehen.

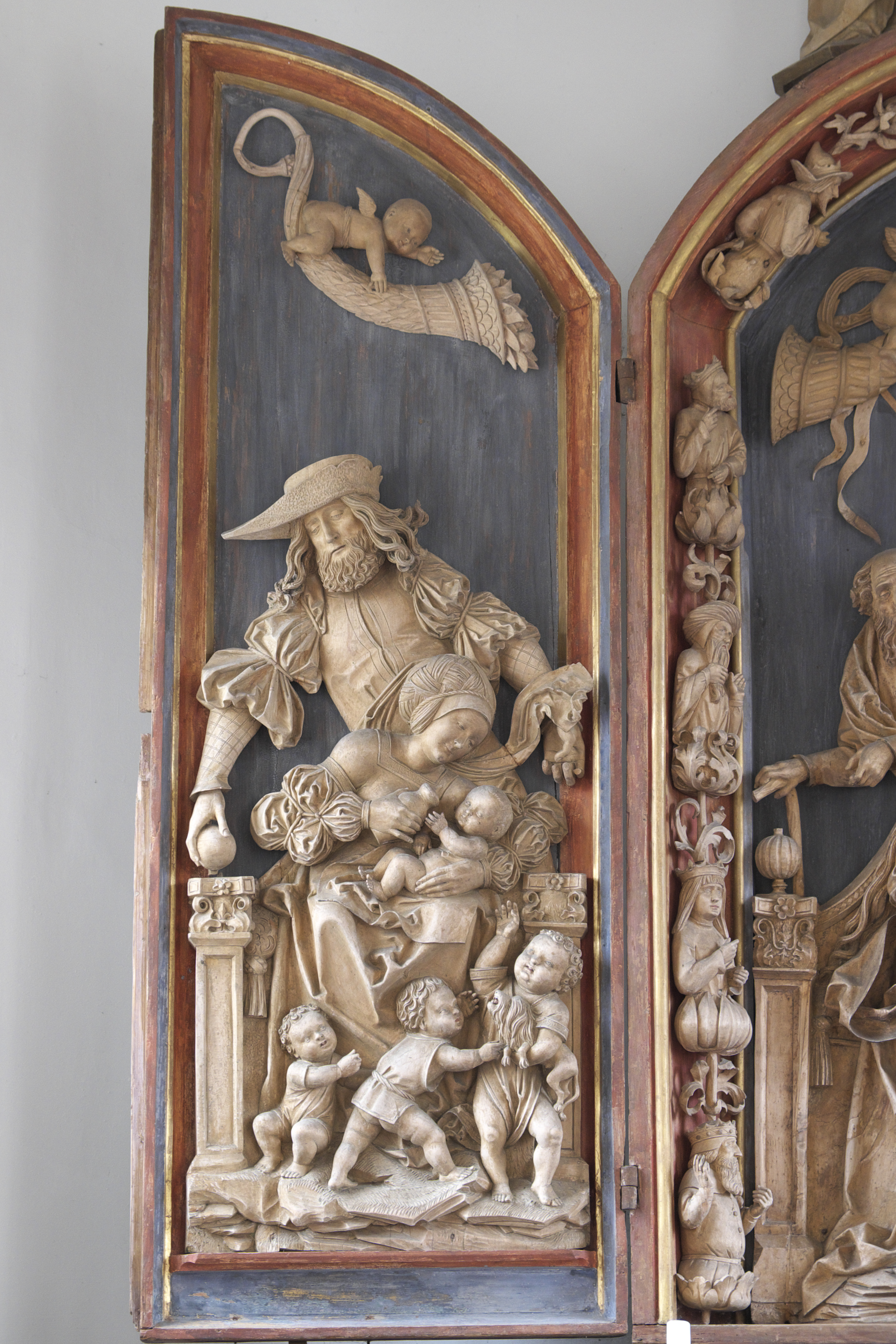
Linker Flügel
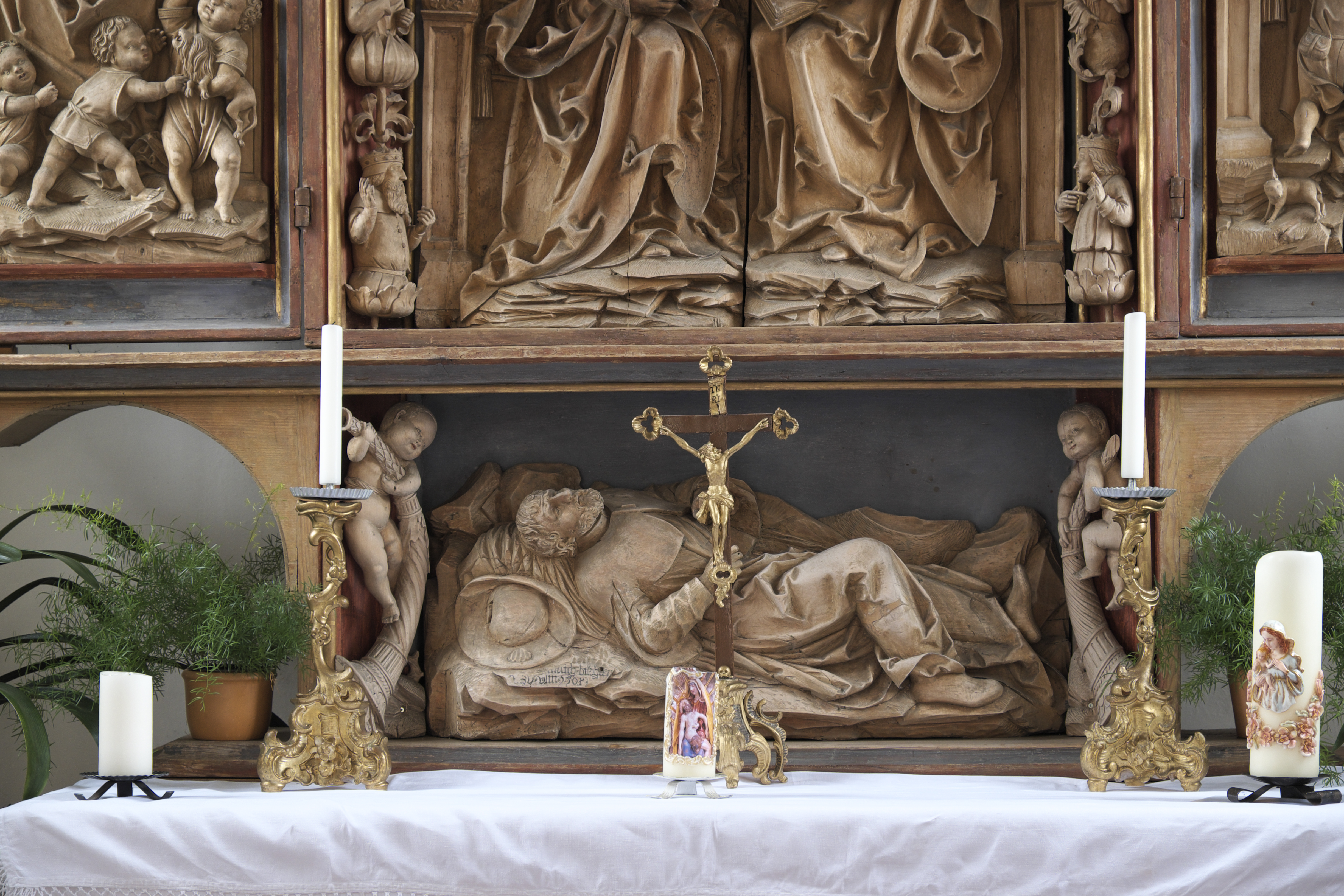
Predella
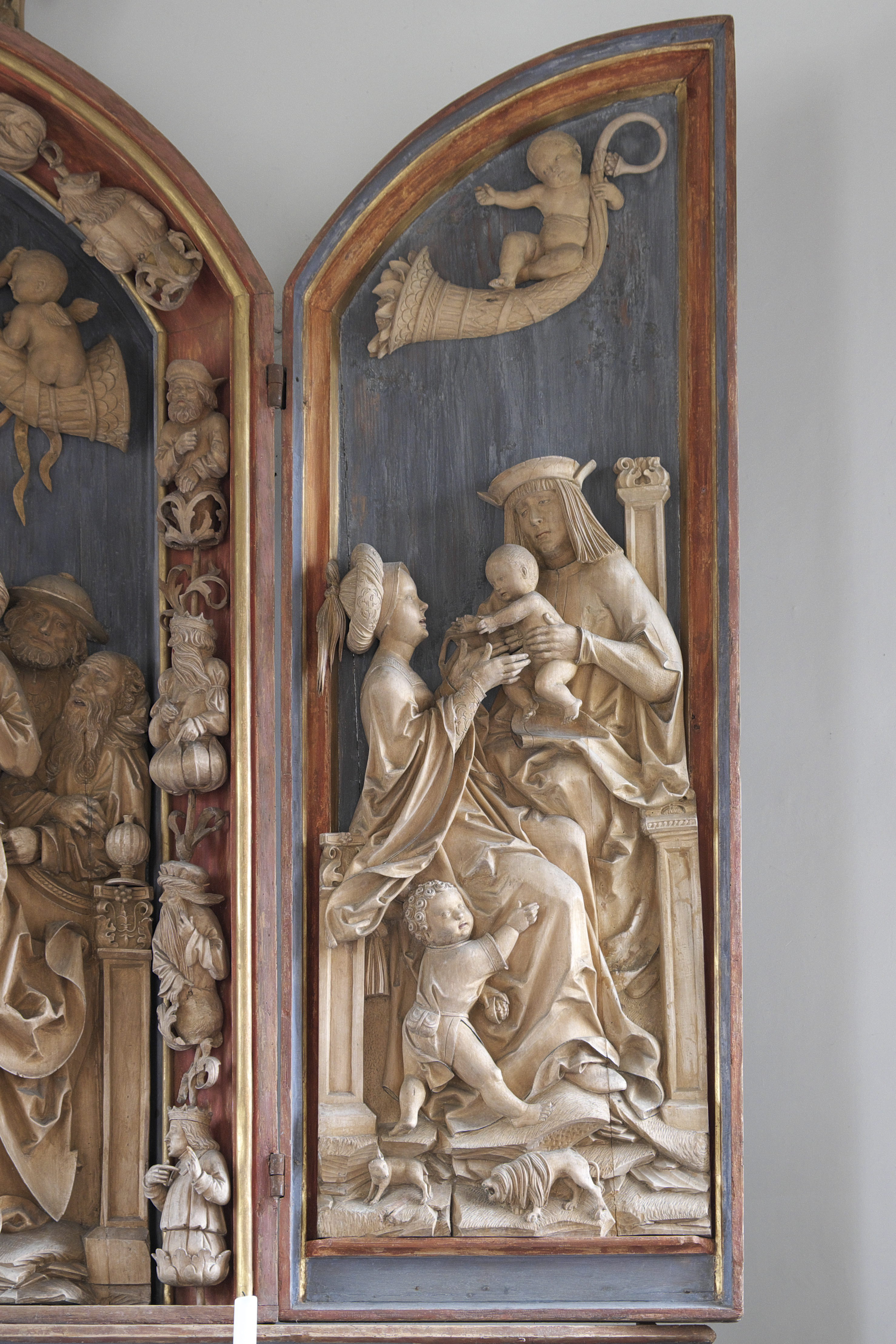
Rechter Flügel